# Villagonzalo de Tormes
Villagonzalo de Tormes település Spanyolországban, Salamanca tartományban. Villagonzalo de Tormes Calvarrasa de Arriba, Machacón, Encinas de Abajo, Garcihernández, Alba de Tormes, Terradillos, Calvarrasa de Abajo és Huerta községekkel határos. Lakosainak száma 216 fő (2024).

## Népesség
A település népessége az elmúlt években az alábbi módon változott:
| Lakosok száma | 230  | 229  | 207  | 208  | 224  | 209  | 212  | 216  | 228  | 216  |
|               | 2001 | 2004 | 2007 | 2009 | 2012 | 2014 | 2017 | 2019 | 2022 | 2024 |